# I'd Like to Die a Thousand Times
I'd Like to Die a Thousand Times! is een alternatieve roadmovie uit het jaar 2007 en Edwin Brienen's 8ste lange speelfilm. 

## Verhaal
De film volgt twee stellen, Blake (Clayton Nemrow) en Renee (Esther Eva Verkaaik) en Raoul (Sebastian Suba) en Lisa (Eva Dorrepaal). Met het spelen van Monopoly en het drinken van een goed glas wijn, proberen ze de hitte van de zomer te doorstaan. Wat als een vreedzame zomermiddag begint, eindigt in een hel van gewelddadige excessen en moorden. En passant vermoorden de protagonisten willekeurige slachtoffers zonder enige reden, zonder enige vorm van emotie. Eindstation is uiteindelijk het Paradijs, waar de twee stellen naakt dansbewegingen maken en koketterend het publiek aankijken.

## Visie regisseur
Edwin Brienen in de perstekst van de film: "Ik vind het fascinerend om te zien hoe normen en waarden in de huidige maatschappij ontstaan. Maar vooral om te concluderen hoe ze uiteindelijk gemanipuleerd worden. Met onze absurd wanhopige behoefte om dingen te categoriseren in goed en kwaad. Lekker met z'n allen Britney Spears veroordelen omdat ze geen slipje draagt, maar de duizenden doden in Irak snel wegzappen. Natuurlijk sta ik aan de kant van de protagonisten. Dat is geen politiek statement, de protagonisten zijn simpelweg meer 'fun'. 